# Cantó de Jarville-la-Malgrange
El cantó de Jarville-la-Malgrange és un cantó francès del departament de Meurthe i Mosel·la, situat al districte de Nancy. Té 4 municipis i el cap és Jarville-la-Malgrange.

## Municipis
- Heillecourt
- Houdemont
- Jarville-la-Malgrange
- Ludres

## Història
| Data d'elecció                           | Identitat      | Partit        | Qualitat |
| ---------------------------------------- | -------------- | ------------- | -------- |
| 1982-1985                                | M. Bouillon    | PS            |          |
| 1985-1998                                | Charles Choné  | UDF           |          |
| 1998-2004                                | Roger Gauthrot | Divers droite |          |
| 2004-                                    | René Mangin    | PS            |          |
| les dades anteriors no són pas conegudes |                |               |          |
|                                          |                |               |          |

## Demografia
| A partir de 1990: Població sense dobles comptes |